# 利马隆日
利马隆日（法語：Limalonges，法語發音：[limalɔ̃ʒ]）是法国德塞夫勒省的一个市镇，属于尼奥尔区。

## 地理
利马隆日（46°7'48"N, 0°10'8"E）面积24.39 平方千米，位于法国新阿基坦大区德塞夫勒省，该省份为法国西部内陆省份，北起曼恩-卢瓦尔省，西接旺代省，南至夏朗德省和滨海夏朗德省，东临维埃纳省。
与利马隆日接壤的市镇（或旧市镇、城区）包括：利纳宰、绍奈、瓦勒德孔波尔泰。

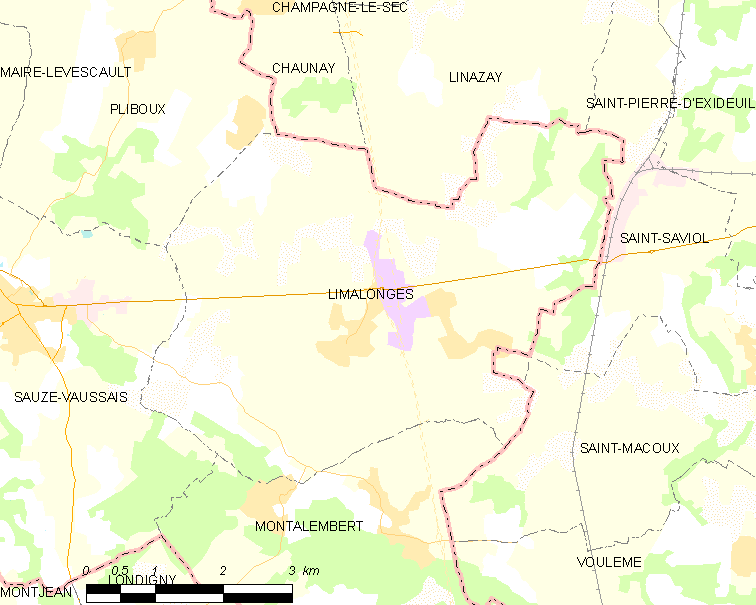
利马隆日的OSM定位图

利马隆日的时区为UTC+01:00、UTC+02:00（夏令时）。

## 行政
利马隆日的邮政编码为79190，INSEE市镇编码为79150。

## 政治
利马隆日所属的省级选区为梅勒县。

## 人口

1962-2008年间利马隆日人口变化图示

利马隆日于2022年1月1日时的人口数量为845人。